# Лусис, Янис Вольдемарович
Я́нис Вольдема́рович Лу́сис (латыш. Jānis Lūsis; 19 мая 1939, Елгава — 29 апреля 2020, Рига) — советский метатель копья, олимпийский чемпион (1968, Мехико), серебряный призёр Олимпийских игр (1972, Мюнхен), бронзовый призёр Олимпийских игр (1964, Токио). Чемпион Европы (1962, 1966, 1969, 1971). Чемпион СССР (1962—1966, 1968—1973, 1976). Рекордсмен мира (1968—1969, 1972—1973). Внесён в зал Славы ИААФ.

## Биография
В 1961 году окончил Латвийский государственный институт физической культуры. В 1965 году получил звание заслуженного мастера спорта. Карьеру профессионального спортсмена начал в 1957 году, закончил в 1976 году на Олимпийских играх в Монреале (8 место). Янис Лусис — единственный представитель Латвии, которому удалось завоевать олимпийские медали всех трёх проб. Личный рекорд — 93 м 80 см (1972).
Советский копьеметатель Янис Лусис — бесспорно лучший легкоатлет прошедшего десятилетия (спортивная французская газета L’Équipe)
Член КПСС с 1975 года.

### Семья
Супруга Яниса Лусиса Эльвира Озолиня (род. 1939) — олимпийская чемпионка 1960 года в метании копья. Сын Яниса и Эльвиры Волдемар Лусис (род. 1974) также стал копьеметателем и участвовал в Олимпийских играх 2000 и 2004 годов, не добившись особых успехов.

## Государственные награды
- орден Трудового Красного Знамени
- орден Дружбы народов
- орден «Знак Почёта»
- орден Трёх звёзд III степени (1999)[4]
- Заслуженный мастер спорта СССР
- Почётная грамота Кабинета Министров Латвии (2019)[5]
- Почётная грамота Кабинета Министров Латвии (1996)[6]